# جويل كوين (ممثل)
جويل كوين (بالألمانية: Joel Coen) (و. 1954 – م) هو مخرج سينمائي، ومنتج أفلام، وكاتب سيناريو، ومصور سينمائي، ومونتير، ومنتج تلفزيوني، وممثل، من الولايات المتحدة الأمريكية، ولد في سانت لويس بارك.

## التعليم
تعلم في Bard College at Simon's Rock ‏، وجامعة نيويورك، وتحصل منها على بكالوريوس الآداب.

## جوائز
حصل على جوائز منها:
- جائزة الجمعية الوطنية للنقاد السينمائيين لأفضل مخرج  [لغات أخرى]‏، عن عمل: داخل لوين ديفيس (2013)
- جائزة الجمعية الوطنية الأمريكية للنقاد السينمائيين لأفضل سيناريو [الإنجليزية]‏، عن عمل: رجل جاد (2009)
- National Board of Review Award for Best Original Screenplay [الإنجليزية]‏، عن عمل: رجل جاد (2009)
- جائزة البافتا لأفضل إخراج  [لغات أخرى]‏، عن عمل: لا بلد للعجائز (2008)
- جائزة نقابة المنتجين الأمريكية لأفضل مسرحية سينمائية  [لغات أخرى]‏، عن عمل: لا بلد للعجائز (2008)
- Writers Guild of America Award for Best Adapted Screenplay [الإنجليزية]‏، عن عمل: لا بلد للعجائز (2008)
- جائزة ساتيلايت لأفضل مخرج [الإنجليزية]‏، عن عمل: لا بلد للعجائز (2007)
- جائزة نقابة المخرجين الأمريكيين لأبرز إنجاز إخراجي لفيلم  [لغات أخرى]‏، عن عمل: لا بلد للعجائز (2007)
- Toronto Film Critics Association Award for Best Film [الإنجليزية]‏، عن عمل: لا بلد للعجائز (2007)
- New York Film Critics Circle Award for Best Director [الإنجليزية]‏، عن عمل: لا بلد للعجائز (2007)
- جائزة المجلس الوطني للمراجعة لأفضل فيلم  [لغات أخرى]‏، عن عمل: لا بلد للعجائز (2007)
- Toronto Film Critics Association Award for Best Director [الإنجليزية]‏، عن عمل: لا بلد للعجائز (2007)
- جائزة لندن السينمائية لنقاد السينما لفيلم السنة، عن عمل: لا بلد للعجائز (2007)
- جائزة دائرة نقاد الأفلام في نيويورك لأفضل فيلم  [لغات أخرى]‏، عن عمل: لا بلد للعجائز (2007)
- جائزة غولدن غلوب لأفضل سيناريو، عن عمل: لا بلد للعجائز (2007)
- Critics' Choice Movie Award for Best Director [الإنجليزية]‏، عن عمل: لا بلد للعجائز (2007)
- جائزة أفضل إخراج (مهرجان كان)، عن عمل: الرجل الذي لم يكن هناك (فيلم 2001) (2001)
- جائزة البافتا لأفضل إخراج  [لغات أخرى]‏، عن عمل: فارغو (1997)
- جائزة ساتيلايت لأفضل مخرج [الإنجليزية]‏، عن عمل: فارغو (1997)
- جائزة الروح المستقلة لأفضل مخرج، عن عمل: فارغو (1997)
- جائزة الروح المستقلة لأفضل سيناريو  [لغات أخرى]‏، عن عمل: فارغو (1997)
- جائزة نقابة الكتاب الأمريكية عن فئة أفضل سيناريو أصلي [الإنجليزية]‏، عن عمل: فارغو (1997)
- London Film Critics' Circle Award for Director of the Year [الإنجليزية]‏، عن عمل: فارغو (1996)
- جائزة المجلس الوطني للمراجعة عن فئة أفضل مخرج [الإنجليزية]‏، عن عمل: فارغو (1996)
- جائزة أفضل إخراج (مهرجان كان)، عن عمل: فارغو (1996)
- جائزة دائرة نقاد الأفلام في نيويورك لأفضل فيلم  [لغات أخرى]‏، عن عمل: فارغو (1996)
- جائزة لندن السينمائية لنقاد السينما لفيلم السنة، عن عمل: فارغو (1996)
- السعفة الذهبية، عن عمل: بارتون فينك (1991)
- جائزة أفضل إخراج (مهرجان كان)، عن عمل: بارتون فينك (1991)
- جائزة الروح المستقلة لأفضل مخرج، عن عمل: Blood Simple [الإنجليزية]‏ (1986)
- Grand Jury Prize Dramatic [الإنجليزية]‏، عن عمل: Blood Simple [الإنجليزية]‏ (1985)
- جائزة الأوسكار لأفضل فيلم، عن عمل: لا بلد للعجائز
- جائزة الأوسكار لأفضل كتابة "سيناريو أصلي"، عن عمل: فارغو
- جائزة الأوسكار لأفضل كتابة "سيناريو مقتبس"، عن عمل: لا بلد للعجائز
- جائزة الأوسكار لأفضل مخرج، عن عمل: لا بلد للعجائز.

## وصلات خارجية
- جويل كوين على موقع IMDb (الإنجليزية)
- جويل كوين على موقع الموسوعة البريطانية (الإنجليزية)
- جويل كوين على موقع مونزينجر (الألمانية)
- جويل كوين على موقع قاعدة بيانات الأفلام العربية
- جويل كوين على موقع ألو سيني (الفرنسية)
- جويل كوين على موقع ميوزك برينز (الإنجليزية)
- جويل كوين على موقع أول موفي (الإنجليزية)
- جويل كوين على موقع بوكس أوفيس موجو (الإنجليزية)
- جويل كوين على موقع قاعدة بيانات الأفلام السويدية (السويدية)
- جويل كوين على موقع إن إن دي بي (الإنجليزية)